# Папастиляну, Лисандрос
Лисандрос Андреас Папастиляну (греч. 
Λύσανδρος Ανδρέας Παπαστυλιανού; 29 ноября 2005, Конья, Пафос, Кипр) — кипрский футболист, нападающий молодёжной команды клуба «Дженоа» и сборной Кипра до 21 года.

## Карьера
Выступал за молодёжную команду «Пафоса». Дебютировал за основную команду клуба 7 марта 2023 года в матче Лиги СИТА с «Олимпиакосом» (Никосия). В июле официально стал игроком основной команды. В августе 2023 года перешёл в итальянский «Дженоа», где играл за команду U19.

## Карьера в сборной
Выступал за национальные команды Кипра до 17, 19 и 21 года.